# Église Saint-Barthélemy de Fleury-la-Montagne
L'église Saint-Barthélemy de Fleury-la-Montagne est une église située sur le territoire de la commune de Fleury-la-Montagne dans le département français de Saône-et-Loire et la région Bourgogne-Franche-Comté.

## Historique
L'église, bâtie en calcaire doré du Brionnais, est sans doute du XIIe siècle : le chœur, l'abside, une partie du clocher et le portail occidental sont romans, et vraisemblablement a-t-elle été commencée après une donation à l’abbaye de Cluny mentionnée en 1119. 
La transformation de l'intérieur a commencé en 1783 et s'est poursuivie dans la première partie du XIXe siècle.

## Protection
L'église fait l'objet d'une inscription au titre des monuments historiques depuis le 29 octobre 1926.

## Description
Le clocher est une tour carrée construite sur la travée de chœur. Il comprend trois niveaux de baies, ce qui est inhabituel pour une église à nef unique. 
La nef a été reconstruite et agrandie au XIXe siècle et pourvue d’une nouvelle façade intégrant le portail roman. Ce portail a deux chapiteaux. Celui au nord est orné de feuilles d'acanthe et de deux animaux musiciens : un bouc et un âne.  Celui du sud, également orné de feuilles d'acanthe, montre un faune habillé d'un pagne tenant une fronde dans la main gauche et un bouclier dans la main droite. Le linteau figure l'adoration des mages (entre deux roues à fond de damier, dont celui de droite abrite la Vierge et l’enfant).  Le tympan présente le Christ en majesté, dans sa mandorle, entre deux personnages assis (la Vierge Marie et saint Jean ?).  René Duvernoy analyse le linteau et le tympan "ce qui frappe, c'est la différence de style entre les deux parties. Tandis que les personnages du linteau, aux plis multiples et concentriques, sont d'un art tout bourguignon, ceux du tympan, plus calmes, plus lourds, ont des draperies moins froissées, aux larges plis repassés : ce sont les plis de Moissac, de Beaulieu et des chapiteaux de Cluny. Très révélateur est à cet égard le drapé de l'épaule gauche du personnage nimbé".
L'une des particularités remarquables de l'église est de disposer d'un cadran solaire (mur oriental de la travée de chœur, au sud de l'abside).

## En images

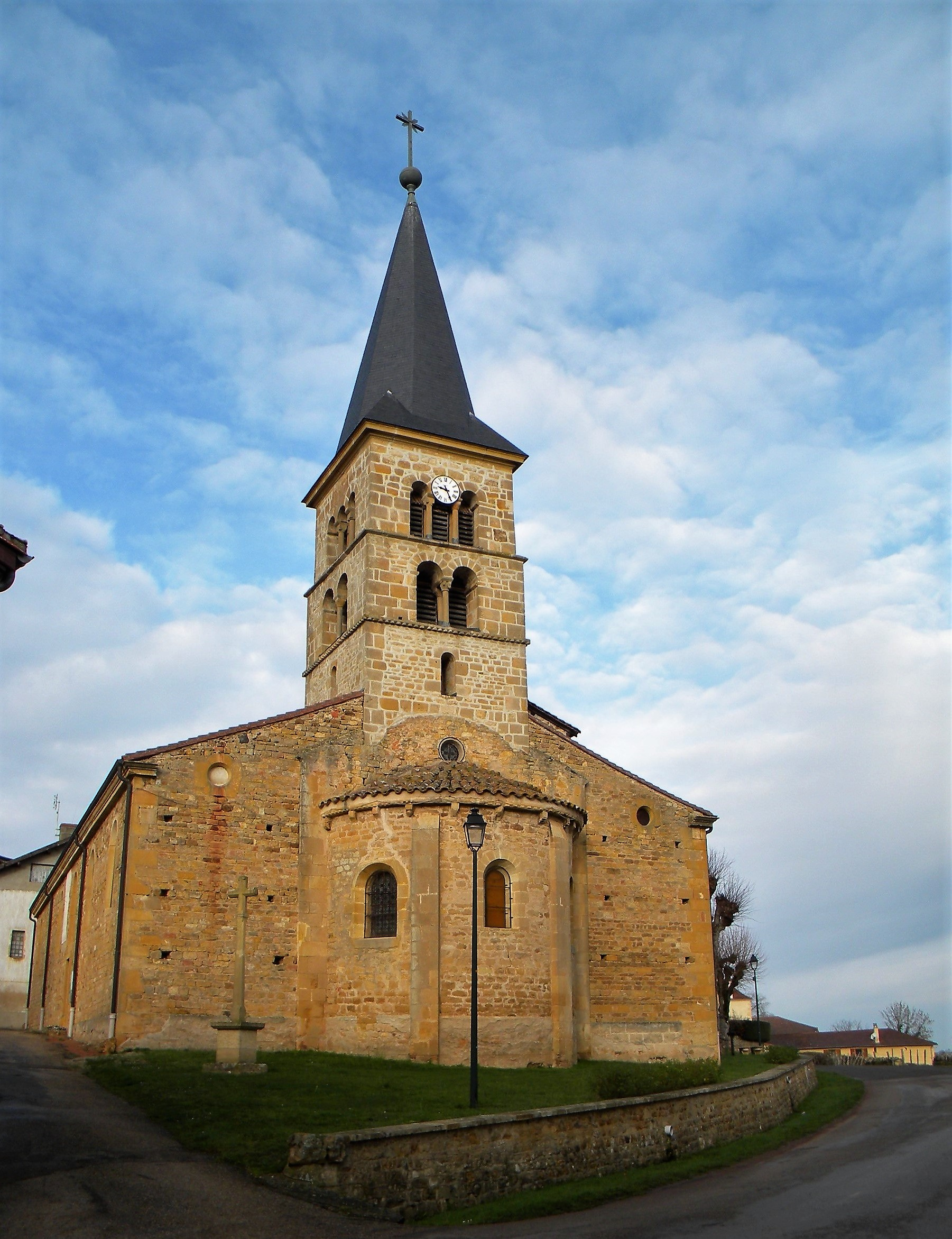
Le chevet.
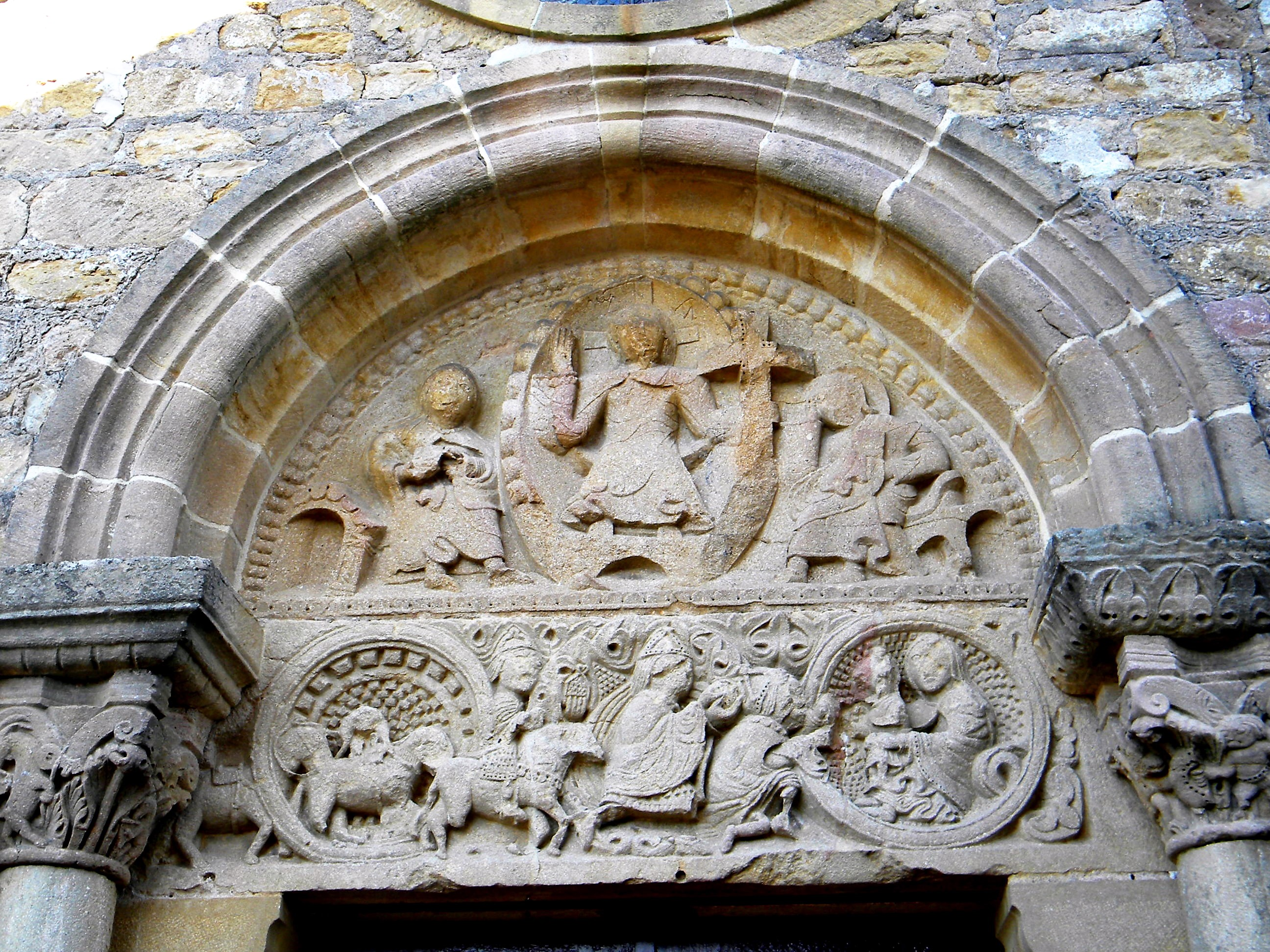
Le tympan.
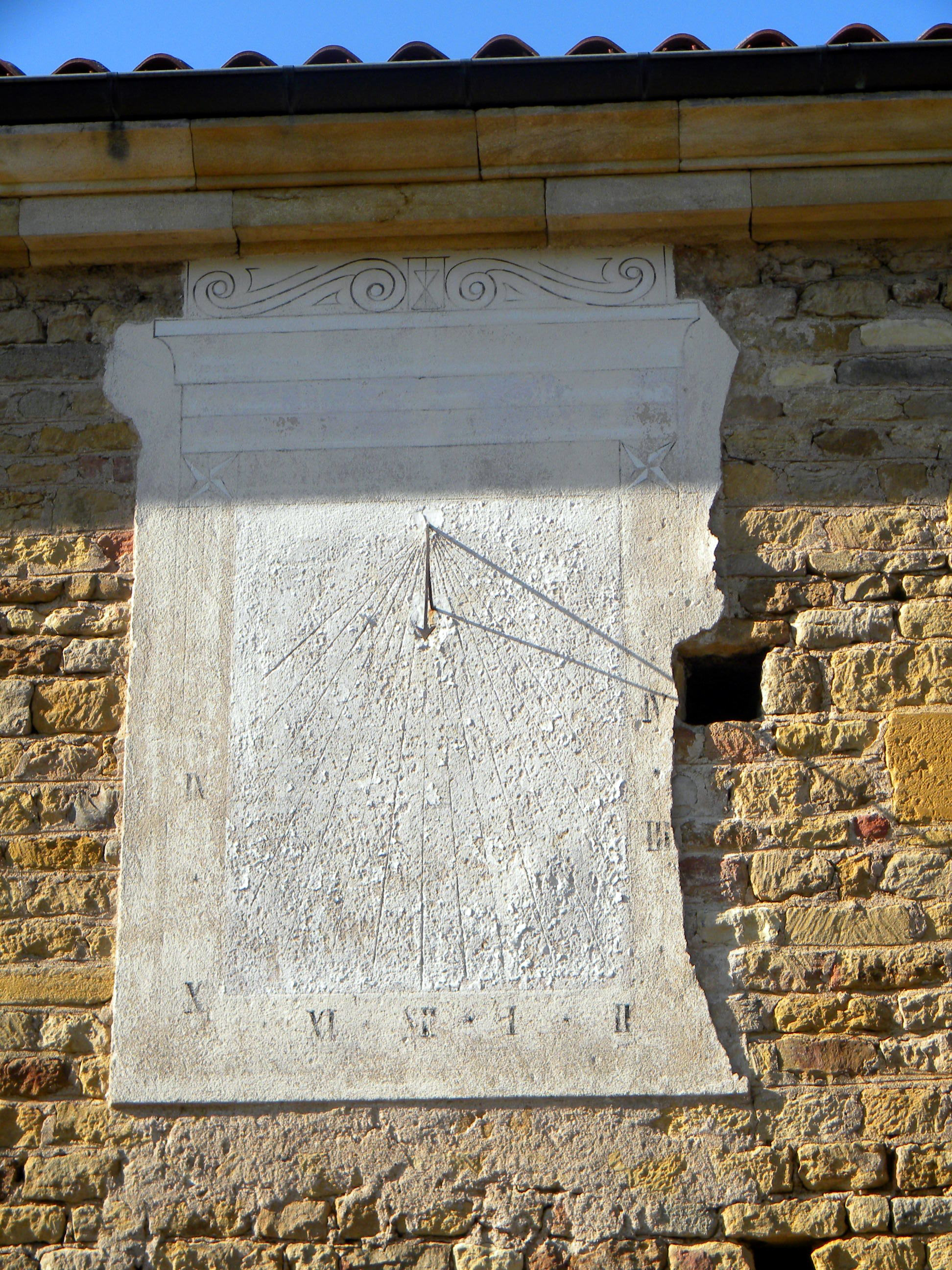
Le cadran solaire.
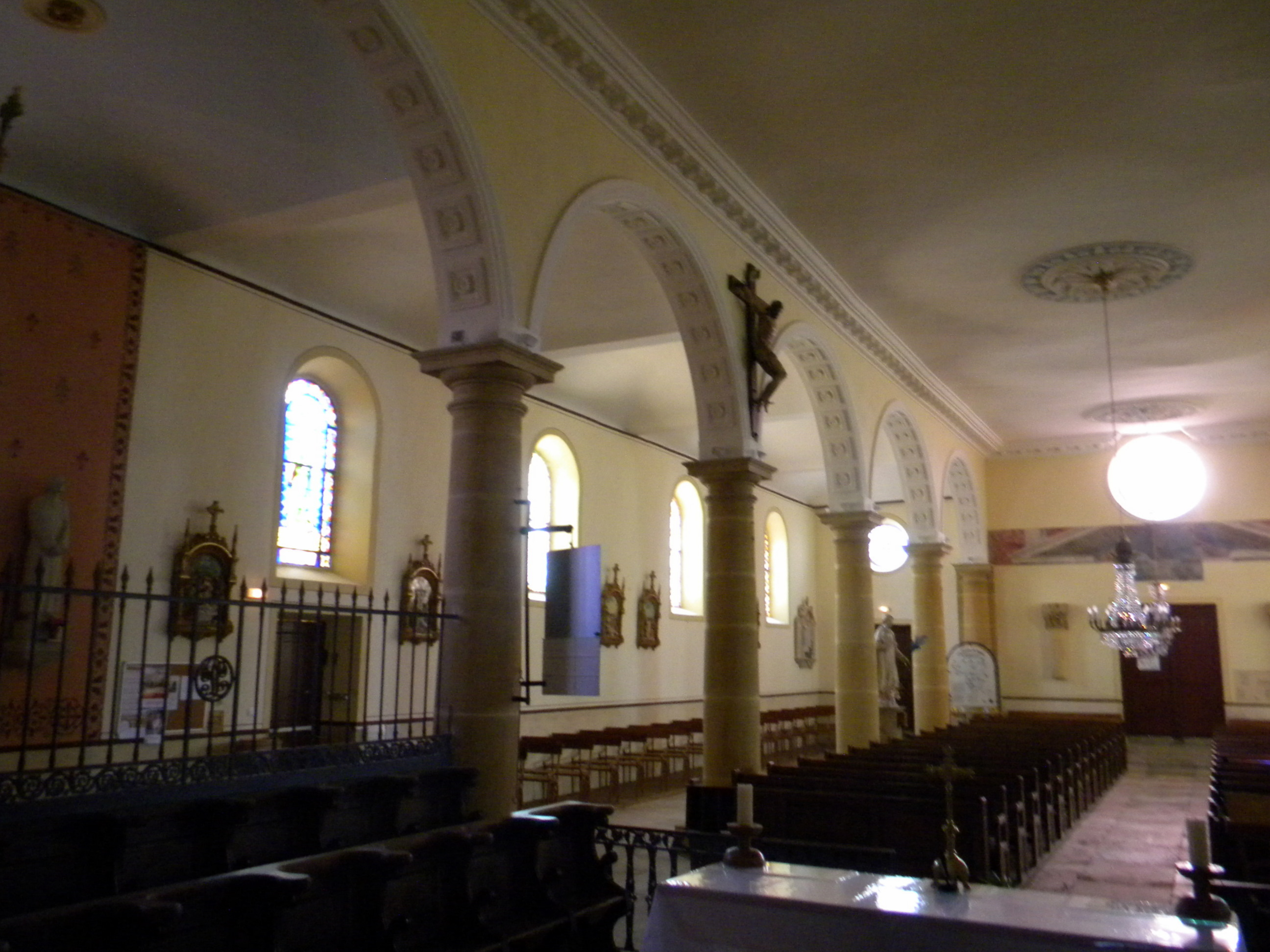
L'intérieur de l'église.
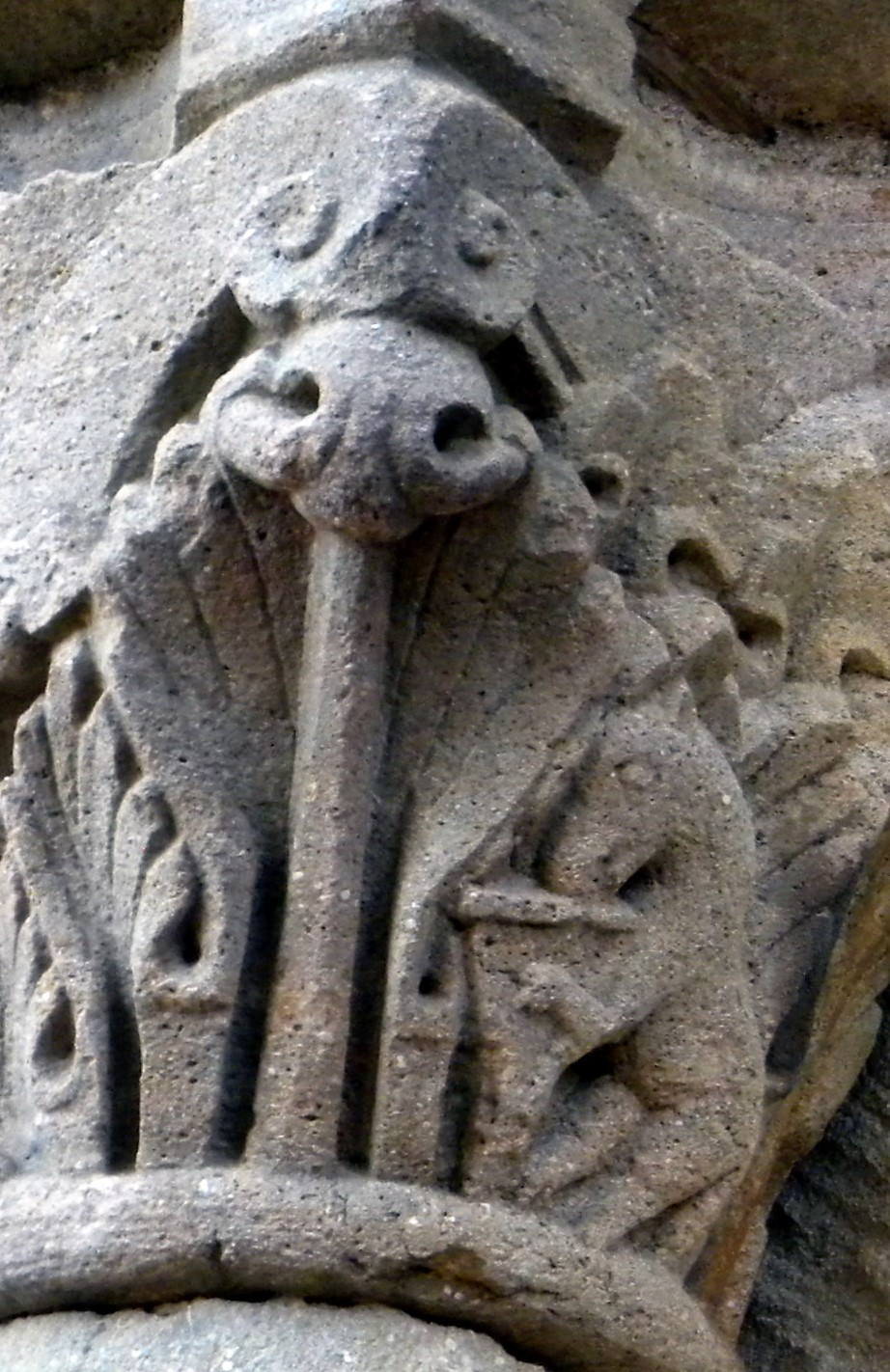
L'un des chapiteaux (l'âne musicien).

## Culte
Édifice consacré du diocèse d'Autun relevant de la paroisse Saint-Hugues-en-Brionnais-Bords-de-Loire (siège à Marcigny) – qui en est affectataire au titre de la loi de 1905 –, l'église de Fleury-la-Montagne est, plusieurs siècles après sa construction, un lieu de culte catholique.